# Grudna Kępska
Grudna Kępska – wieś w Polsce, położona w województwie małopolskim, w powiecie gorlickim, w gminie Biecz
Wieś jest oddalona od Biecza o ok. 3 km w kierunku wschodnim, położona nad rzeką Ropą.
W latach 1954–1959 wieś należała i była siedzibą władz gromady Grudna Kępska, po jej zniesieniu w gromadzie Binarowa. W latach 1975–1998 miejscowość administracyjnie należała do województwa krośnieńskiego.
Grudna Kępska należy do jednych z najstarszych miejscowości w Gminie Biecz. W roku 2001 założono tu ludowy klub sportowy. Na terenie wsi działa ochotnicza straż pożarna, koło gospodyń wiejskich, dom ludowy oraz szkoła podstawowa.

## Integralne części wsi
| SIMC    | Nazwa     | Rodzaj    |
| ------- | --------- | --------- |
| 0344900 | Dział     | część wsi |
| 0344917 | Podskale  | część wsi |
| 0344923 | Rola      | część wsi |
| 0344930 | Tomaśnica | część wsi |

## Historia
Pierwsza zapisana wzmianka o wsi Grodna alias Wirzbicza pochodzi z 1398 roku. Nazwa Kępska pochodzi od nazwiska Jana Kępskiego, pułkownika wojsk J.K.Mości i Rzeczypospolitej, który przywilejem królewskim dnia 11 sierpnia 1761 r. otrzymał wieś w dzierżawę. Wyróżniono w ten sposób tę część wsi od sołtystwa Grudna, leżącego na przedmieściu bieckim, które to miało osobnych posesorów. Od 1766 r. posesorem sołtystwa Grudna był Wojciech Biesiadecki, który otrzymał je nadaniem królewskim po zmarłym Stefanie Uniatyckim.
Z 16 na 17 września 1943 r. esesmani rozstrzelali we wsi Barbarę Augustyn za współpracę z Gwardią Ludową i dwóch partyzantów – gwardzistów.
W 1972 roku wieś została odznaczona przez Radę Państwa PRL Orderem Krzyża Grunwaldu III klasy za zasługi w walce z okupantem hitlerowskim(od 1992 roku order ten nie funkcjonuje w systemie odznaczeń polskich).

## Zabytki
- drewniany dwór wzniesiony ok. 1736 r;
- murowana kaplica z XVIII w;
- pomnik poświęcony pamięci dwóch partyzantów Gwardii Ludowej i współpracującej z nimi Barbarze Augustyn.

## Sport
- ludowy klub sportowy.

Informacje o klubie:
- pełna nazwa – Ludowy Klub Sportowy Grudna Kępska;
- rok założenia – 1958,
- prezes – Henryk Czajka,
- wiceprezes – Dawid Gucfa,
- trener – Bogumił Wąsacz,
- barwy – niebieskie,
- najwyższa klasa rozgrywek – A klasa w Małopolskim Związku Piłki Nożnej,
- stadion – Korczyna,
- pojemność – 400 miejsc,
- oświetlenie – brak,
- wymiary – 100 m x 60 m.

## Ludzie związani z miejscowością
- Zdzisław Pyzik